# Sauvigney-lès-Gray
Sauvigney-lès-Gray är en kommun i departementet Haute-Saône i regionen Bourgogne-Franche-Comté i östra Frankrike. Kommunen ligger i kantonen Gray som tillhör arrondissementet Vesoul. År 2022 hade Sauvigney-lès-Gray 97 invånare.

## Befolkningsutveckling
Antalet invånare i kommunen Sauvigney-lès-Gray
| Referens: INSEE |